# Singelsculler

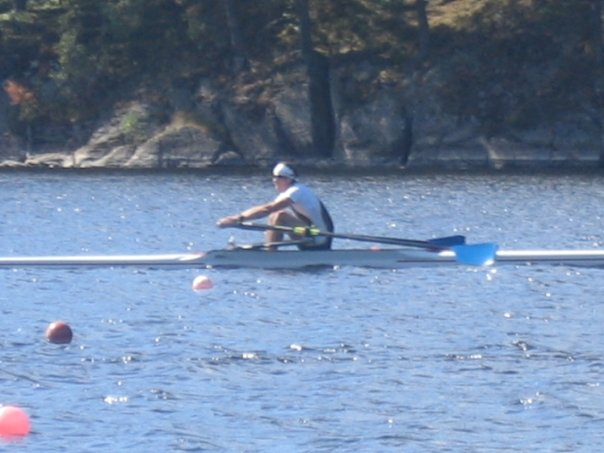
Singelsculler på Rådasiö, Mölndal

Singelsculler är en båtklass inom sporten rodd. Man sitter ensam i en smal båt och har en åra i vardera handen. Båten är runt 8,20 meter lång och 0,40 meter bred. Den får inte understiga 14 kg i vikt. Tävlingsklassen är en olympisk gren. 